# بالیه
بالیه (به آلمانی: Balje) یک شهر در آلمان است که در Nordkehdingen واقع شده‌است. بالیه ۱٬۱۰۸ نفر جمعیت دارد.